# ファイブ・スコア&セブン・イヤーズ・アゴー
ファイブ・スコア&セブン・イヤーズ・アゴー（Five Score and Seven Years Ago）は、アメリカ合衆国のクリスチャン・ロック、リライアントKによる2007年のアルバム。アメリカ合衆国では2007年3月6日、日本では2007年3月7日にリリースされた。

## 収録曲（日本）
1. "プリーディング・ザ・フィフス" ア・カペラ – 1:13
2. "カム・ライト・アウト・アンド・セイ・イット" – 3:00
3. "アイ・ニード・ユー" – 3:18
4. "ザ・ベスト・シング" - 3:28
5. "フォーギブン" – 4:05
6. "マスト・ハブ・ダン・サムシング・ライト" – 3:19
7. "ギブ・アンティル・ゼアズ・ナッシング・レフト" – 3:27
8. "デバステイション・アンド・リフォーム"  – 3:41
9. "アイム・テイキング・ユー・ウィズ・ミー" – 3:28
10. "フェイキング・マイ・オウン・スイサイド" – 3:23
11. "クレヨンズ・キャン・メルト・オン・アス・フォー・オール・アイ・ケア" – 0:12
12. "バイト・マイ・タング" – 3:30
13. "アップ・アンド・アップ" – 4:03
14. "デスベッド" – 11:05
15. "アパセチック・ウェイ・トゥー・ビー" - 3:22

## 収録曲（アメリカ）
1. "Plead the Fifth" A capella – 1:13
2. "Come Right Out and Say It" – 3:00
3. "I Need You" – 3:18
4. "The Best Thing" – 3:28
5. "Forgiven" – 4:05
6. "Must Have Done Something Right" – 3:19
7. "Give Until There's Nothing Left" – 3:27
8. "Devastation and Reform" – 3:41
9. "I'm Taking You with Me" – 3:28
10. "Faking My Own Suicide" – 3:23
11. "Crayons Can Melt on Us for All I Care" – 0:12
12. "Bite My Tongue" – 3:30
13. "Up and Up" – 4:03
14. "Deathbed" – 11:05

### DVDボーナストラック
スペシャルエディションにはアコースティックバージョンやミュージックビデオなどが収録されたDVDが附属した。
1. " So Hate Consequences" (includes a piano-only chorus of "Life After Death and Taxes (Failure II)")
2. "Who I Am Hates Who I've Been"
3. "Faking My Own Suicide"
4. "Sloop John B" (Beach Boys cover)
5. "Give Until There's Nothing Left"
6. "Devastation and Reform"

## ボーナス・トラック

### アイチューンズ
1. "Sloop John B"

### Best Buy
1. "Fallen Man" (アコースティック)

### Wal-Mart
1. "Up and Up" (アコースティック)
2. "Devastation and Reform" (ミュージック・ビデオ)